# Набережная улица (Симферополь)

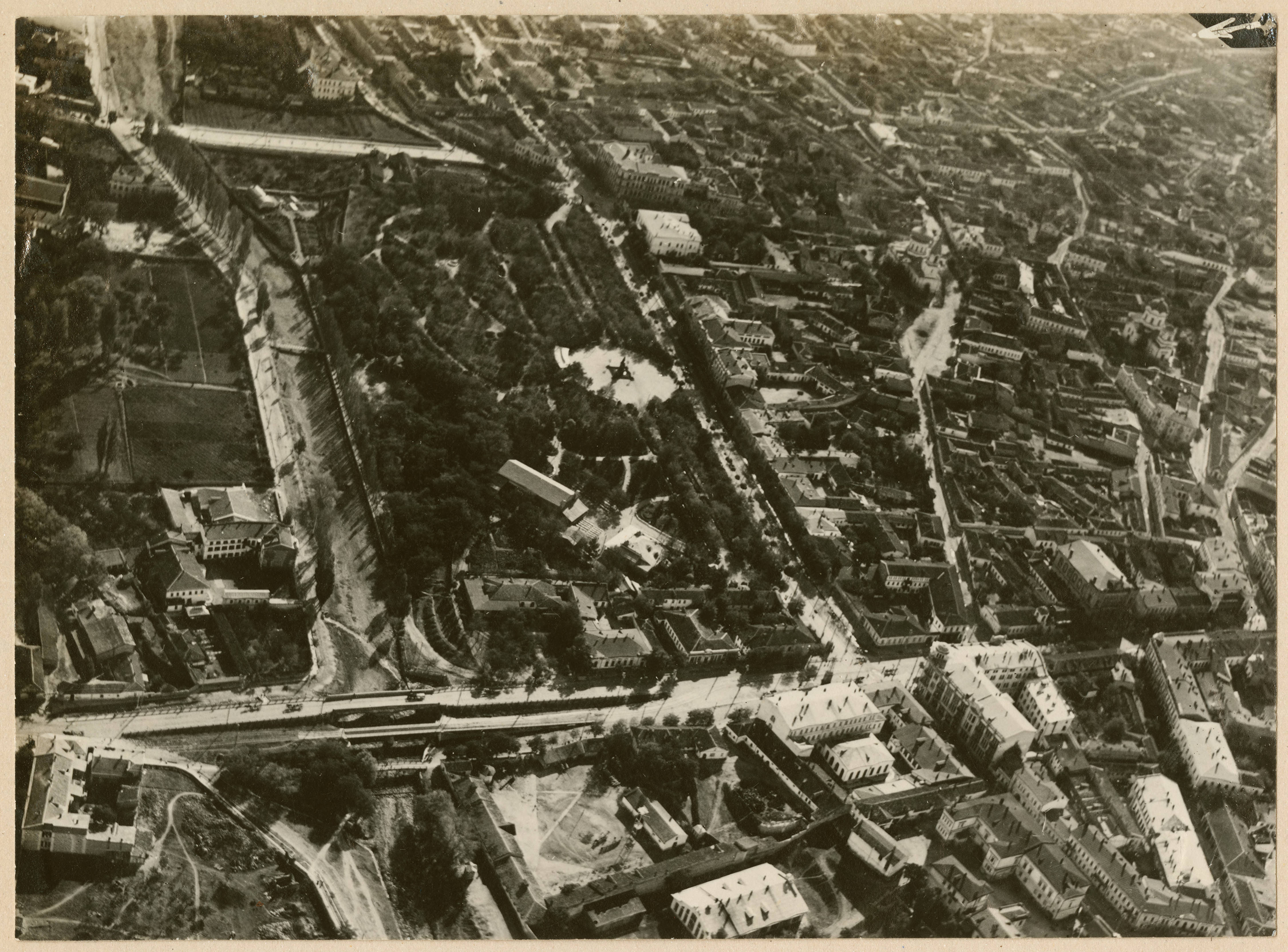
Улица Набережная (слева вдоль Салгира) на немецком аэрофотоснимке 1918 года, справа от реки Городской сад

На́бережная у́лица — улица в центре Симферополя, проходящая по обоим берегам реки Салгир. После пересечения с улицей Шмидта переходит в улицу Гаспринского.

## История
До 1897 года река Салгир была границей городской черты. 25 октября 1902 года городская дума приняла решение назвать «улицу, идущую по берегу Салгира, улицею Набережною».
Во время немецкой оккупации в 1941—1944 годах улица сохранила своё название (нем. Uferstrasse).
В 1982 году к названию «Набережная» добавили «имени 60-летия СССР», а позднее её последнюю часть — от школы № 24 до ул. Шмидта — назвали улицей Исмаила Гаспринского.
По состоянию на 1983 год, на набережной располагался ряд предприятий и учреждений по освещению Крыма и города Симферополя (Крымэнергосбыт, его Симферопольское отделение, горсвет, Симферопольское предприятие электрических сетей), управление по газификации области, строительное управление № 53 треста «Симферопольпромстрой», Крымский филиал института Укрсовхозпроект, Крымское отделение торгово-промышленной палаты УССР, техникум пищевой промышленности, музыкальное училище и концертный зал, Центральная сберегательная касса и другие организации и учреждения.

Русло реки облицовано цементными плитами с чугунным парапетом и светильниками. Вдоль реки проложены дорожки, обсаженные деревьями, кустарниками и цветами.

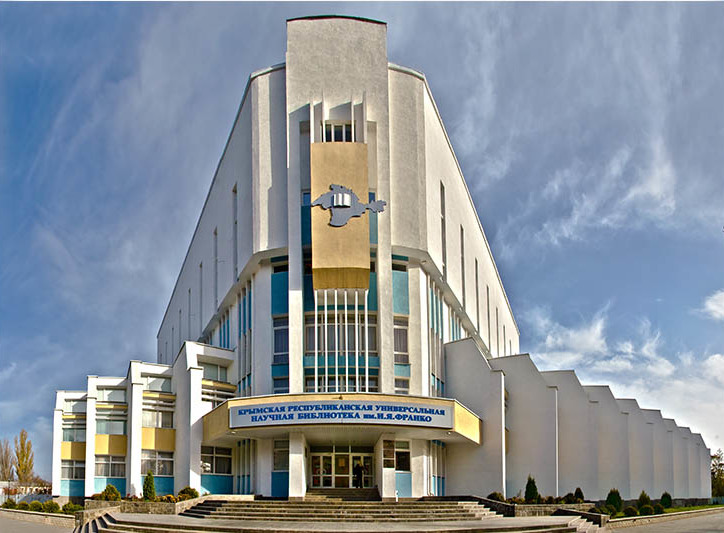
Библиотека имени И. Я. Франко

В 2008 году, в честь 20-летия вывода советских войск из Афганистана, на набережной был открыт сквер памяти воинов-афганцев.

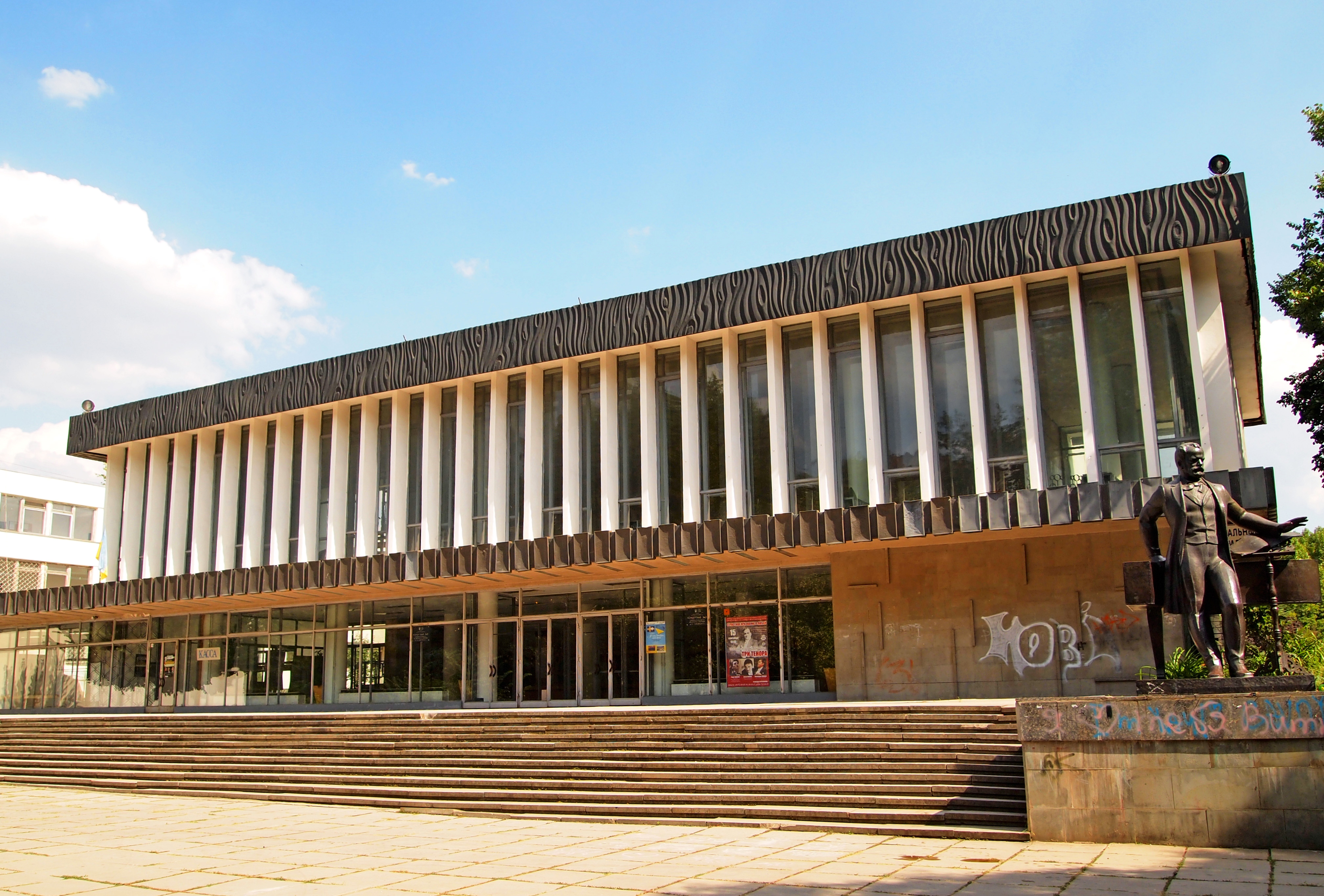
Музыкальное училище имени П. И. Чайковского

В 2020 году проект планировки территории набережных рек Салгир и Малый Салгир оставил за границами множество островков зеленых насаждений, примыкающих к руслу Салгира и Малого Салгира.

## Здания и учреждения
- № 29а — Крымская республиканская универсальная научная библиотека имени И. Я. Франко
- № 31 — Симферопольское музыкальное училище имени П. И. Чайковского

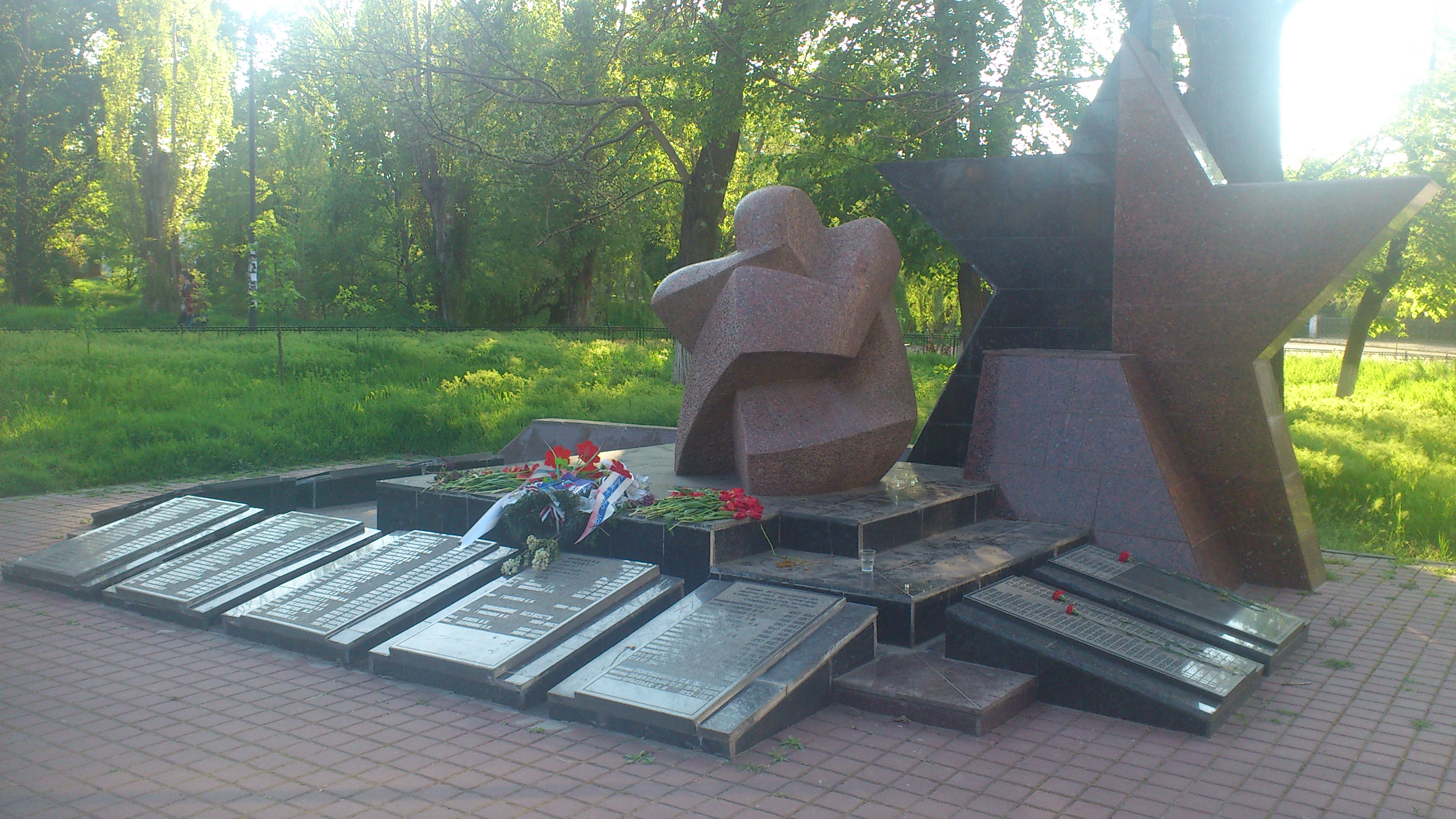
Памятник крымчанам, погибшим в Афганистане
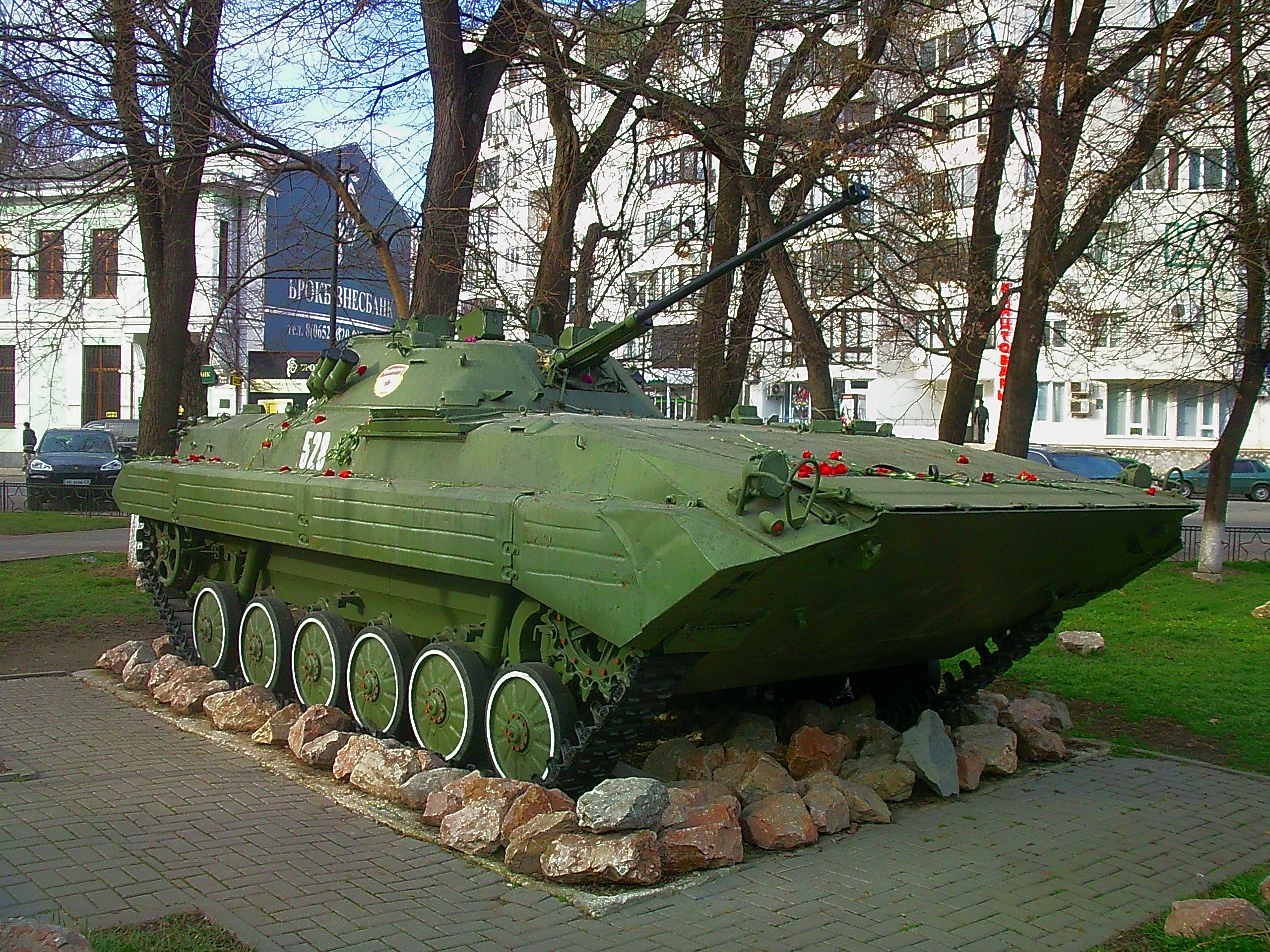
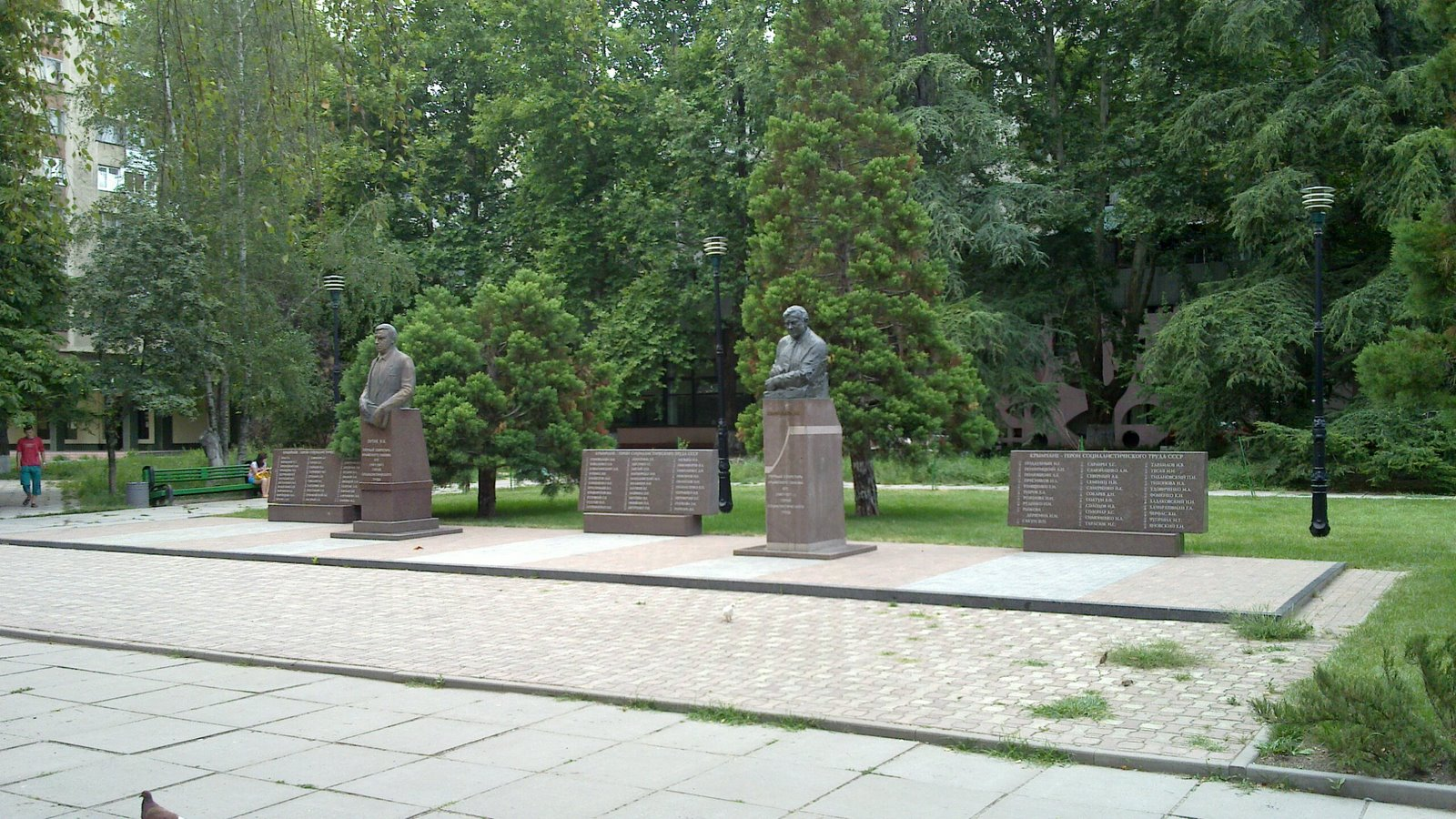
Мемориал Героям Социалистического Труда Крыма
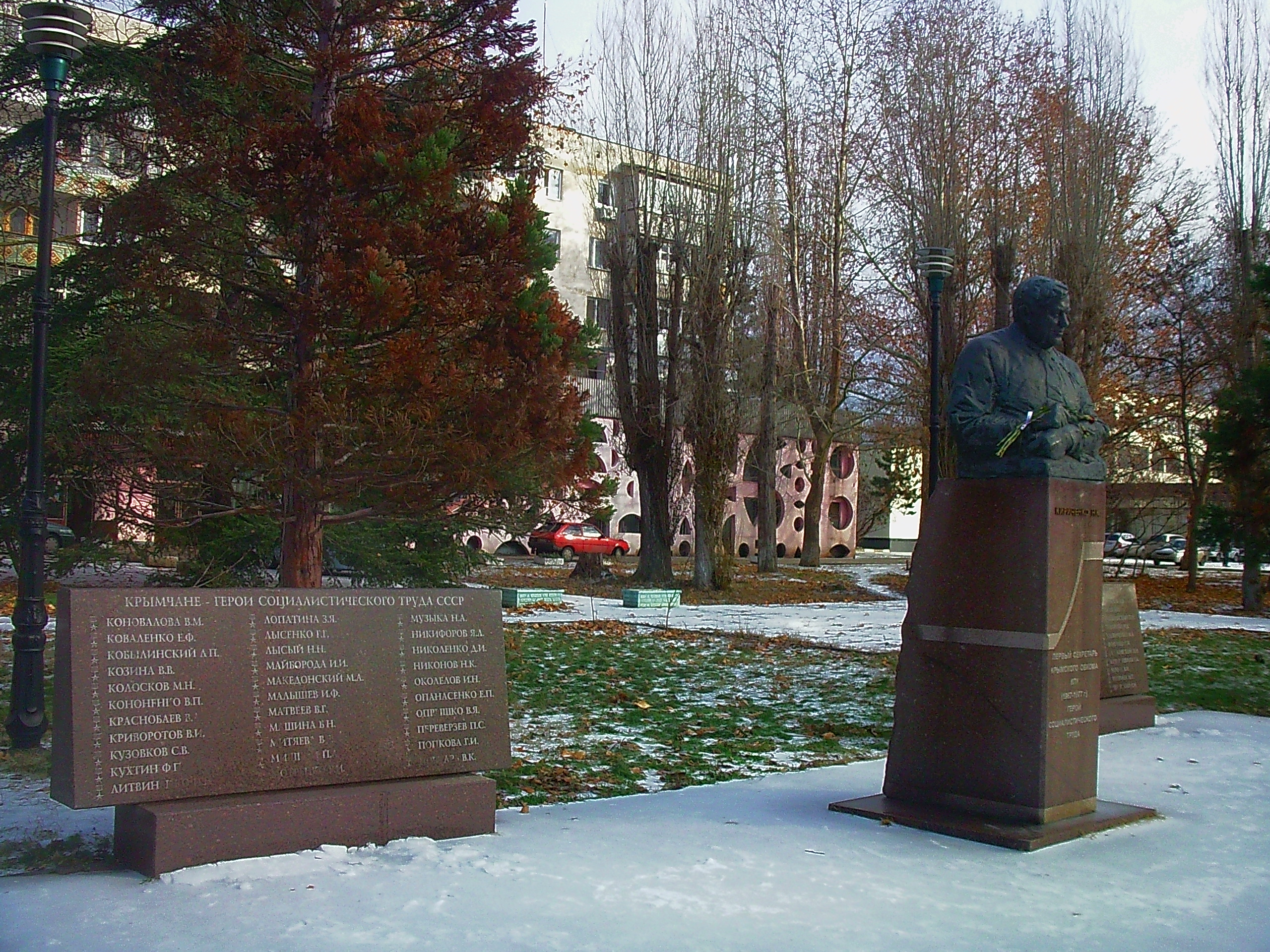
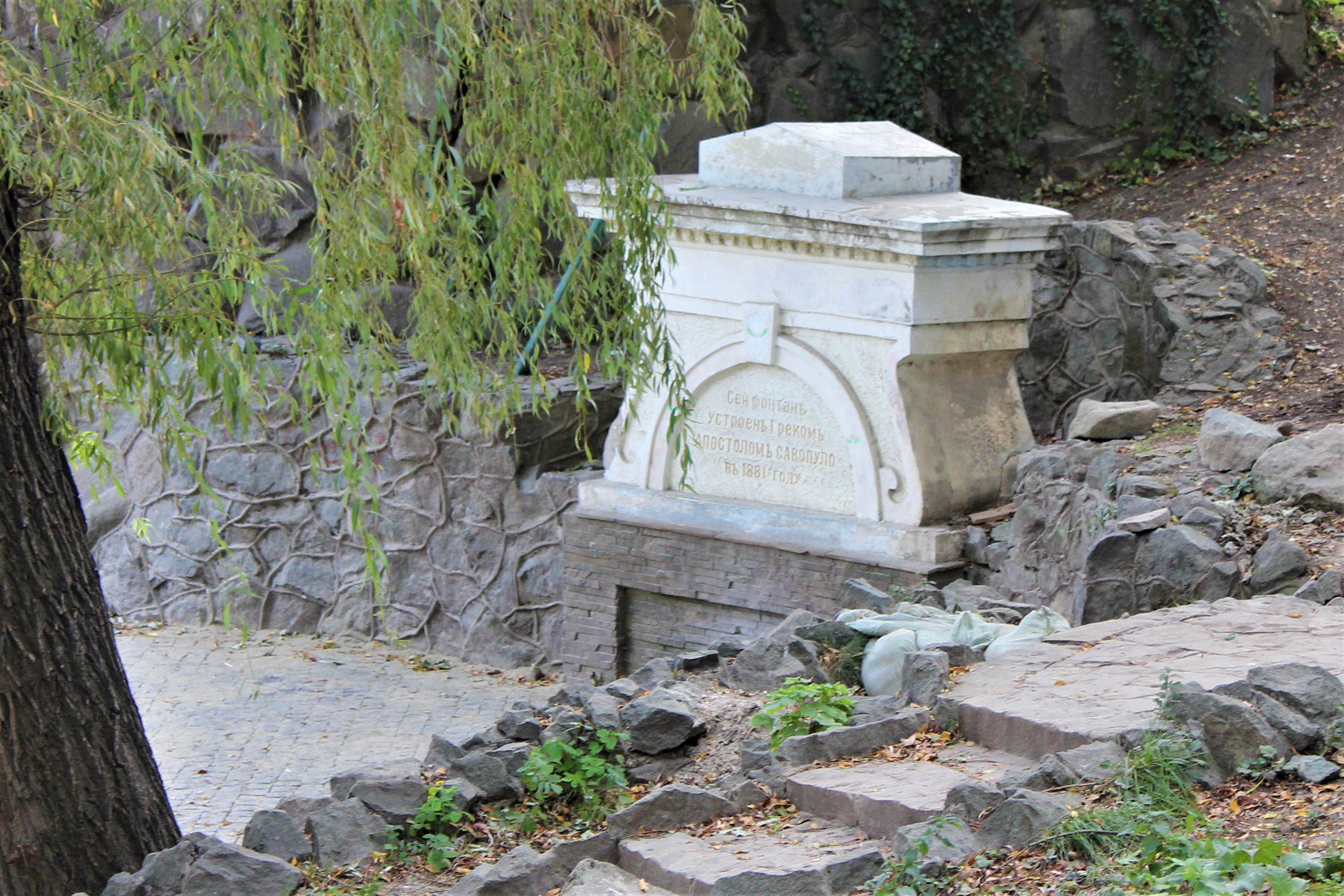
Фонтан Савопуло